# ریک هازبند
ریک هازبند (به انگلیسی: Richard Douglas Husband) فضانورد اهل ایالات متحده آمریکا است که در ۱۲ ژوئیهٔ ۱۹۵۷ میلادی در آماریلو، تگزاس زاده شد. وی در مأموریت اس‌تی‌اس-۹۶، اس‌تی‌اس-۱۰۷ حضور داشته است. وی فرمانده ماموریت اس‌تی‌اس-۱۰۷ بود و در سانحه بازگشت این فضاپیما، حادثه شاتل فضایی کلمبیا کشته شد.